# كابيلي سول تافو
كابيلي سول تافو (بالإيطالية: Cappelle sul Tavo)‏ هي بلدية في مقاطعة بسكارا في إقليم أبروتسو الإيطالي.

## السكان
في سنة 1861 بلغ عدد السكان 1٬092 نسمة، وتطور العدد ليصل في سنة 2011 لـ 3٬959 نسمة.
يظهر هذا المخطط البياني تطور النمو السكاني لـ كابيلي سول تافو

## معرض صور

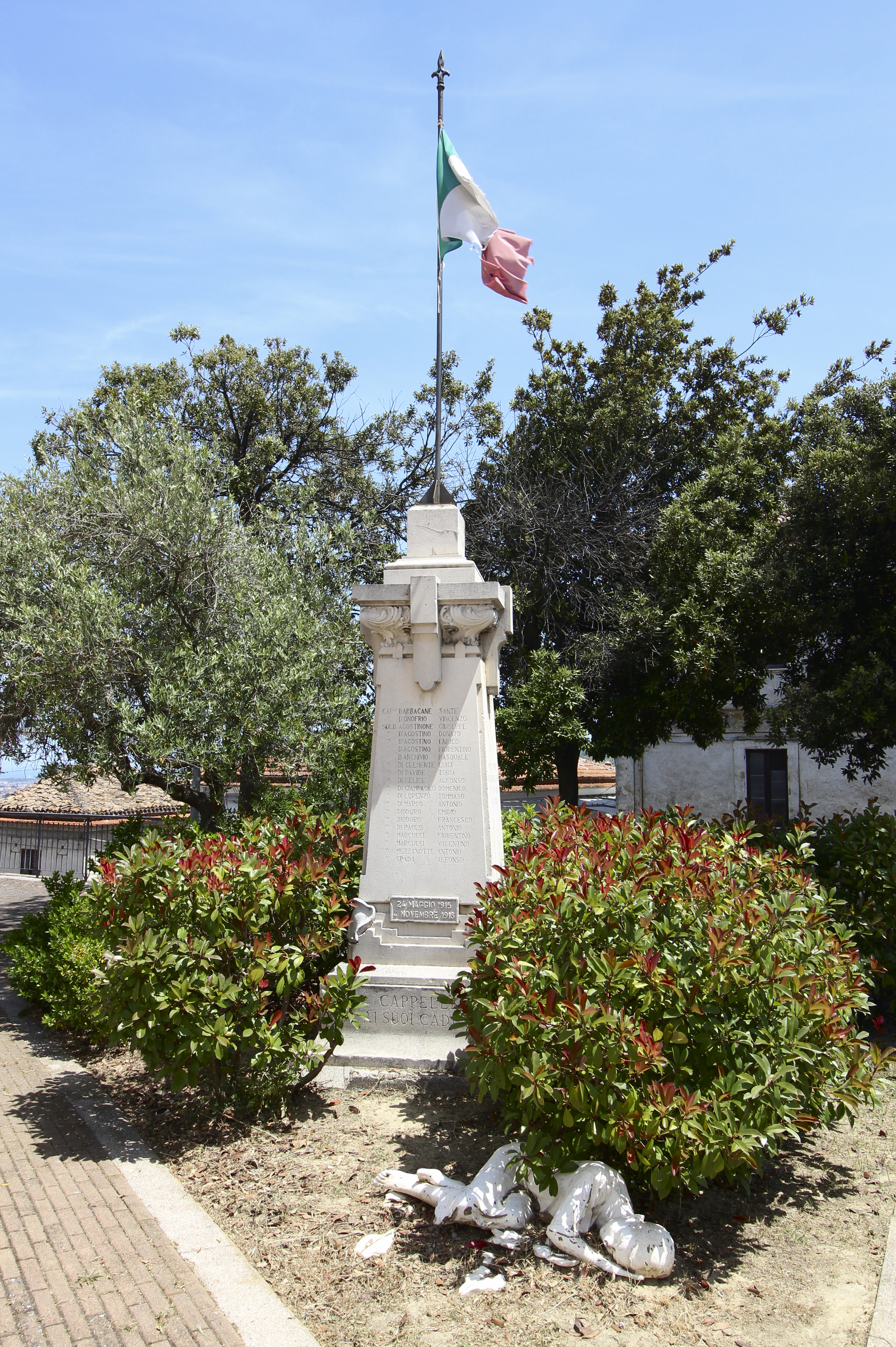
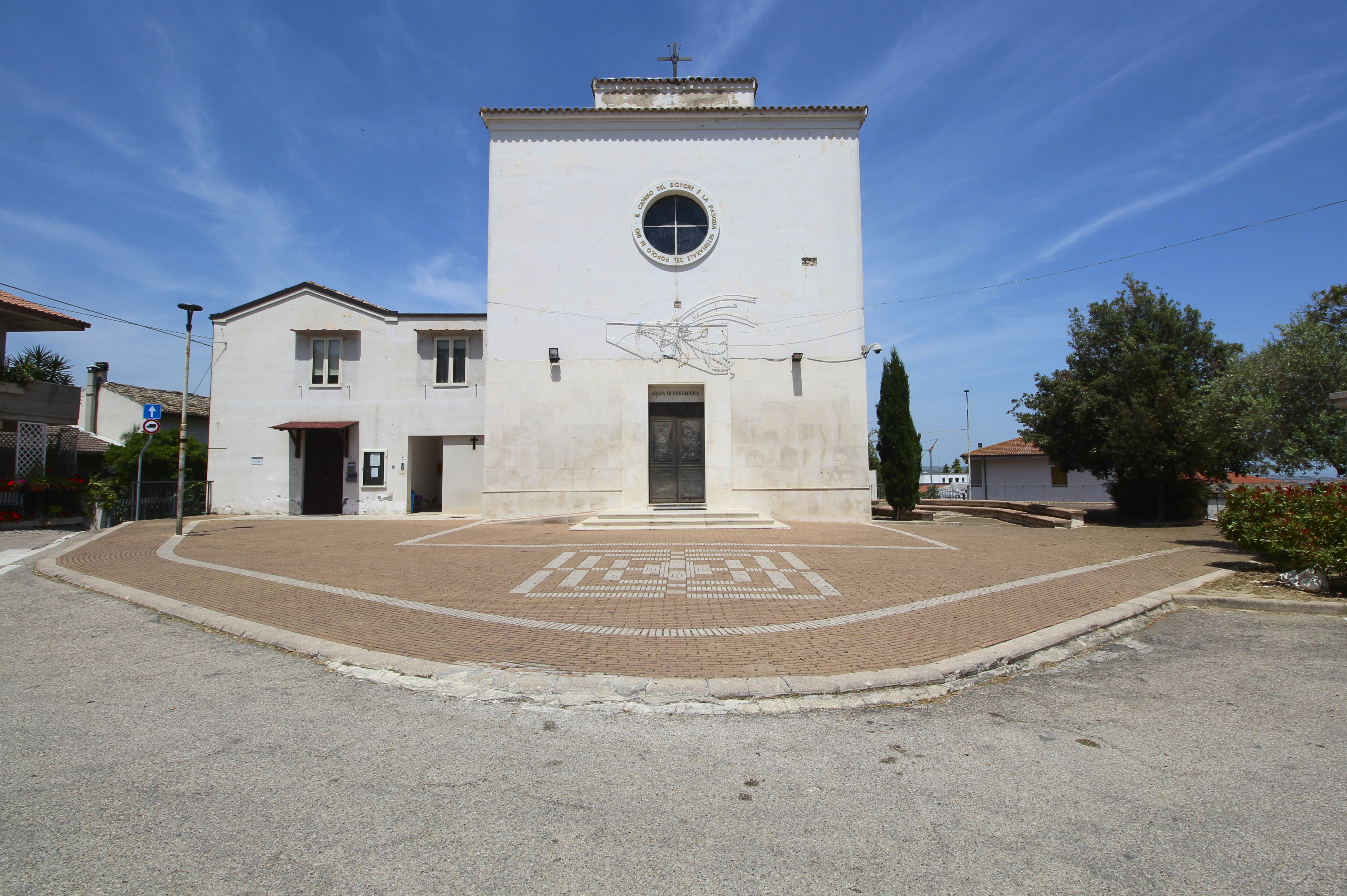
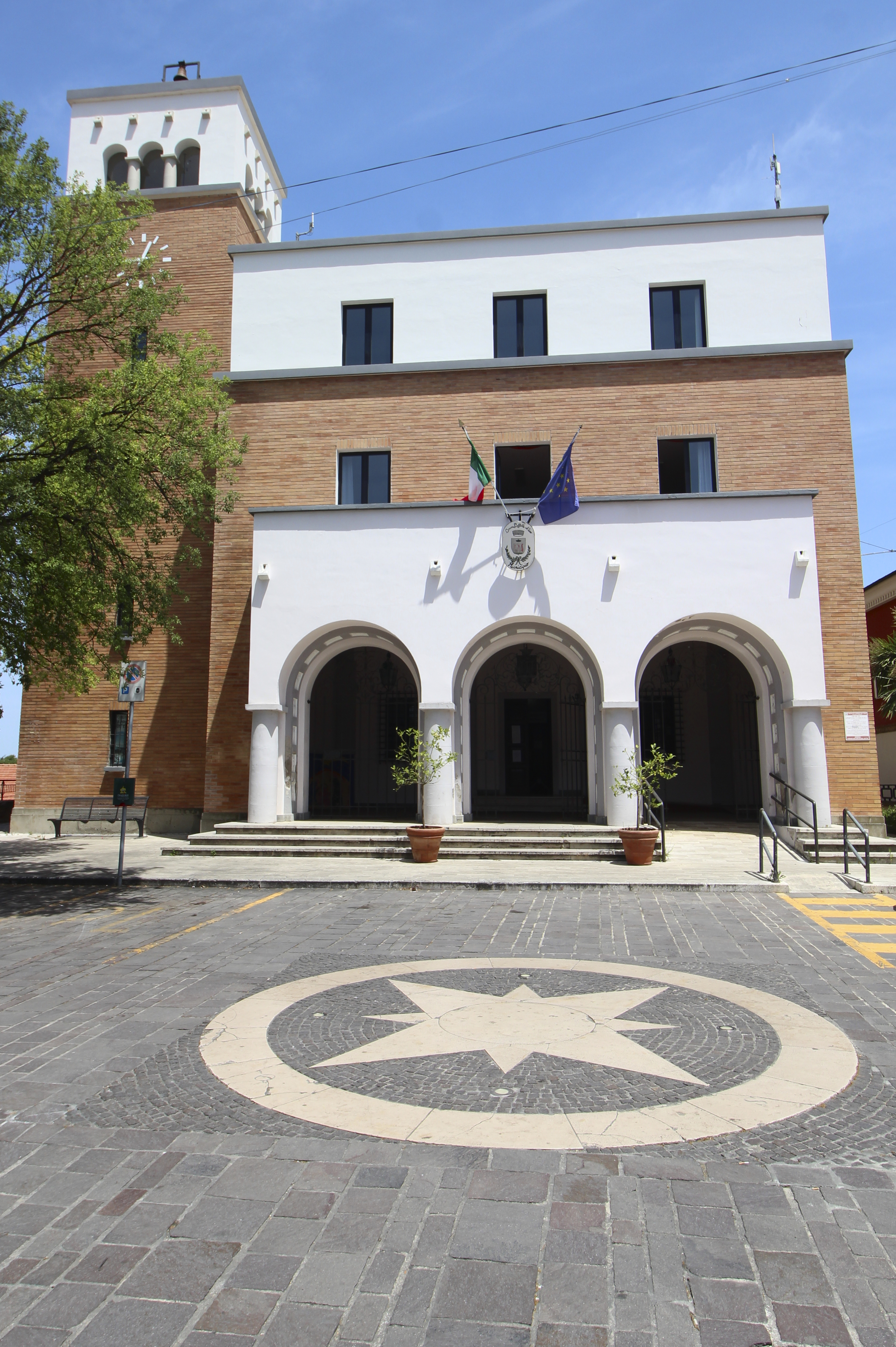